# Corante de contraste

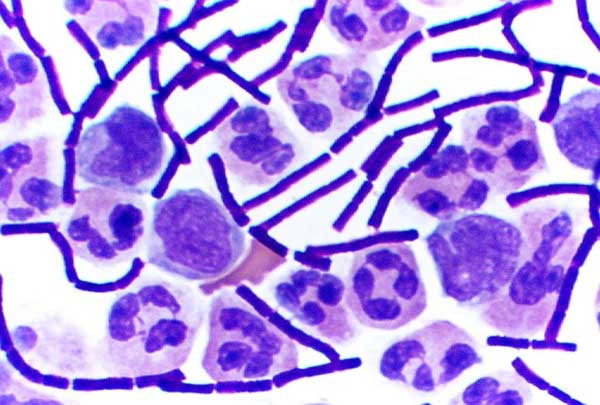
Bactérias Gram-positivas de anthrax com coloração de contraste em relação a leucócitos

Um corante de contraste é um corante com cor contrastando ao corante principal, fazendo a estrutura colorizada mais facilmente visível.
Um exemplo é o verde malaquita contrastando ao corante fucsina básica na técnica de coloração de Gimenez.
Outro exemplo é a eosina contrastando à hematoxilina na coloração H&E.
Também na coloração de Gram, violeta cristal colore somente bactérias Gram-positivas, e a safranina como contrastante é aplicada, colorindo todas as células, tornando a identificação de bactérias Gram-negativas melhor.